# Sol (filme)
Sol é um filme de drama brasileiro de 2022, dirigido e escrito por Lô Politi. O filme é protagonizado por Rômulo Braga no papel de um homem recém divorciado que tenta se aproximar de sua filha (Malu Landim) de dez anos de idade enquanto viaja com ela para o interior em busca de seu próprio pai, Theodoro (Everaldo Pontes).
Sol teve sua première mundial na Mostra de Cinema de São Paulo de 2021, e também foi exibido no Festival do Rio, onde foi premiado com prêmio de melhor ator para Rômulo Braga. Rômulo também foi premiado como melhor ator no BRICS Film Festival, na China, e no Inffinito Film Festival, em Miami. O filme foi lançado nos cinemas do Brasil em 8 de dezembro de 2022.

## Sinopse
Theo (Rômulo Braga) é um arquiteto, morador de Salvador e pai recém-separado, que após o divórcio tem muita dificuldade de se reconectar com a filha de dez anos, Duda (Malu Landim). Ele é obrigado a viajar com a filha para o interior do país em uma jornada em busca de seu próprio pai, Theodoro (Everaldo Pontes), o qual o abandonou quando ainda era criança e agora quer morrer após a morte de seu amor, Solange, conhecida como Sol. O convívio forçado com o pai que ele sempre nutriu um sentimento de raiva e a rápida conexão da filha com o avô testa todos os seus limites, mas lhe permite se reaproximar de Duda.

## Elenco
- Rômulo Braga como Theo
- Everaldo Pontes como Theodoro
- Malu Landim como Duda
- Luciana Souza como Dona Regina

## Produção
A produção é assinada pela Muiraquitã Filmes e pela Dramatica Filmes, a distribuição é da Paris Filmes.

## Lançamento
O filme foi exibido pela primeira vez 27 de outubro de 2021 na Mostra Internacional de Cinema de São Paulo. Em seguida, foi lançado nos circuitos de festivais de cinema. No mesmo ano, estreou no Festival do Rio, no Rio de Janeiro. Foi selecionado para o Festival de Cinema do BRICS, realizado na China, com filmes dos países que compõem o bloco econômico do BRICS. Nos Estados Unidos, foi exibido no Inffinito Film Festival.
No Brasil, Sol foi lançado comercialmente em 8 de dezembro de 2022 com distribuição da Paris Filmes.

## Recepção

### Crítica
Inácio Araújo, escritor do jornal Folha de S.Paulo, escreveu: "Entre altos e baixos, idas e vindas, o que faz o interesse de Sol é sobretudo a visita ao sertão baiano que o filme promove". Ele ainda descreveu que o filme "escapa das convenções com trio de dramas sobre solidão".
Vitor Velloso, do website Vertentes do Cinema, escreveu que o filme é "repleto de boas intenções que se perdem com determinados padrões. Acaba revelando uma série de fragilidades de uma narrativa bastante conhecida que adquire novos contornos através das interpretações de seus atores centrais. Uma obra que esboça os traços que o documentário ensinou para uma construção de suas bases materiais e perdas graves de subjetividade".

### Prêmios e indicações
| Ano  | Premiação                                 | Categoria   | Nomeações    | Resultado |
| ---- | ----------------------------------------- | ----------- | ------------ | --------- |
| 2021 | Festival do Rio                           | Melhor Ator | Rômulo Braga | Venceu    |
| 2021 | Festival Internacional de Cinema do BRICS | Melhor Ator | Rômulo Braga | Venceu    |
| 2021 | Inffinito Film Festival                   | Melhor Ator | Rômulo Braga | Venceu    |